# Araǰin Xowmb 2015-2016
L'Araǰin Xowmb 2015-2016 è stata la 25ª edizione della seconda serie del campionato armeno di calcio. La stagione è iniziata il 3 agosto 2015 ed è terminata il 27 maggio 2016.

## Stagione

### Novità
Al termine della stagione 2014-2015 non ci sono state né promozioni, né retrocessioni.

### Formula
Le otto squadre partecipanti si affrontano quattro volte, per un totale di 28 giornate.

## Classifica
|  | Pos. | Squadra       | Pt | G  | V  | N | P  | GF | GS | DR  |
|  | ---- | ------------- | -- | -- | -- | - | -- | -- | -- | --- |
|  | 1.   | Alaškert 2    | 69 | 28 | 22 | 3 | 3  | 65 | 22 | +43 |
|  | 2.   | Mika Erevan 2 | 54 | 28 | 17 | 3 | 8  | 50 | 28 | +22 |
|  | 3.   | Banants 2     | 48 | 28 | 15 | 3 | 10 | 67 | 30 | +37 |
|  | 4.   | P'yownik 2    | 44 | 28 | 14 | 2 | 12 | 55 | 45 | +10 |
|  | 5.   | Ararat 2      | 41 | 28 | 13 | 2 | 13 | 37 | 39 | -2  |
|  | 6.   | Širak 2       | 38 | 28 | 11 | 5 | 12 | 47 | 48 | -1  |
|  | 7.   | Ganjasar 2    | 19 | 28 | 5  | 4 | 19 | 25 | 80 | -55 |
|  | 8.   | Ulisses 2     | 11 | 28 | 3  | 2 | 23 | 34 | 88 | -54 |

Note:
Tre punti a vittoria, uno a pareggio, zero a sconfitta.